# America Ferrera
America Georgine Ferrera (Los Angeles, 18 april 1984) is een Amerikaans actrice.
Ferrera's ouders emigreerden naar de Verenigde Staten vanuit Honduras. Ferrera werd geboren in Los Angeles en groeide er ook op. Ze kreeg in haar eerste film, Real Women Have Curves (2002), meteen een hoofdrol. De film betekende ook Ferrera's doorbraak. Na rollen in de films Gotta Kick It Up! (2002), The Sisterhood of the Traveling Pants (2005) en Lords of Dogtown (2005), kreeg ze in 2006 de hoofdrol in de televisieserie Ugly Betty.
Voor haar rol in Ugly Betty kreeg Ferrera in 2007 een Golden DCGlobe.
Op 21 januari 2017, de dag na de inauguratie van president Donald Trump, sprak zij tijdens de  Womens March tegen diens campagne-retoriek de meer dan 100.000 verzamelde demonstranten toe bij Capitol Hill in Washington DC.

## Films
- 2002: American Family
- 2002: Real Women Have Curves
- 2002: Gotta Kick It Up!
- 2004: $5.15/Hr.
- 2004: Darkness Plus Twelve
- 2004: Plainsong
- 2005: How the Garcia Girls Spent Their Summer
- 2005: The Sisterhood of the Traveling Pants (Carmen Lowell)
- 2005: Lords of Dogtown
- 2005: 3:52
- 2006: Steel City
- 2006: Planet H2O
- 2007: Muertas
- 2007: La Misma Luna
- 2007: Hacia la oscuridad
- 2008: The Sisterhood of the Traveling Pants 2
- 2010: The Dry Land
- 2010: Our Family Wedding
- 2010: How to Train Your Dragon (stem)
- 2012: It's a Disaster
- 2012: End of Watch
- 2012: Half the Sky
- 2014: Cesar Chavez
- 2014: X/Y
- 2014: How to Train Your Dragon 2 (stem)
- 2019: How to Train Your Dragon: The Hidden World (stem)
- 2023: Barbie
- 2023: Dumb Money

## Televisie
- 2002-2008, 2010-2011: Independent Lens
- 2002: Touched By An Angel
- 2004: CSI: Crime Scene Investigation
- 2006-2010: Ugly Betty (Betty)
- 2011, 2013: The Good Wife
- 2011: Handy Manny
- 2012: Christine (webserie)
- 2012-heden: Dragons: Riders of Berk
- 2014: Years of Living Dangerously
- 2015-2021: Superstore
- 2024: What If...? (stem)

- Bibsys: 15002118
- Biblioteca Nacional de España: XX1702451
- Bibliothèque nationale de France: cb14596573g (data)
- Gemeinsame Normdatei: 174000499
- International Standard Name Identifier: 0000 0001 0799 7040
- Library of Congress Control Number: no2003063189
- Nationale Bibliotheek van Tsjechië: xx0318604
- Nationale Bibliotheek van Israël: 987007452499605171
- Nederlandse Thesaurus van Auteursnamen: 266055419
- Système universitaire de documentation: 106997173
- Virtual International Authority File: 43988196
- WorldCat: E39PBJhGWy9hfXxPw6DbVHvrbd